# Molophilus arcuarius
Molophilus arcuarius là một loài ruồi trong họ Limoniidae. Chúng phân bố ở miền Australasia.